# Ina Vandewijer
Ina Vandewijer (Tienen, 26 mei 1959) is een Vlaamse auteur. Ze kent vooral succes als jeugdauteur.

## Biografie
Vandewijer studeerde Germaanse filologie aan de Katholieke Universiteit Leuven. Ze ging na haar studies twee jaar werken in Johannesburg op het Consulaat-Generaal van België. Daarna keerde ze terug naar België, waar ze als redactrice werkte voor Goede Pers Averbode en ze schreef er reportages voor het tienertijdschrift Top.
Daarna ging ze werken voor de Vlaamse openbare omroep BRTN. Daar schreef ze scenario's voor televisieprogramma's zoals Mikpunt, Van-a-1, van-a-2, Klakkebus en De Nieuwe Droomfabriek.
Vandewijer was ook actief als schrijfster van gedichten en korte verhalen. Ze schreef onder meer voor de kortverhalenreeks Vlaamse Filmpjes. In 2000 verscheen ten slotte haar eerste jeugdroman "Witte Pijn" bij Davidsfonds. Het boek werd in verschillende talen uitgegeven en het werd bekroond met de Knokke-Heistprijs 2000 en genomineerd voor de long list Gouden Uil 2001. In 2003 haalde Vandewijer de shortlist van de Gouden Uil met het boek "Merg en bloed". In 2009 schreef ze een non-fictieboek over "Storytelling".